# Gārladinne
Gārladinne är en ort i Indien.   Den ligger i distriktet Anantapur och delstaten Andhra Pradesh, i den södra delen av landet, 1 500 km söder om huvudstaden New Delhi. Gārladinne ligger 334 meter över havet och antalet invånare är 7 766.
Terrängen runt Gārladinne är platt åt sydväst, men åt nordost är den kuperad. Runt Gārladinne är det ganska tätbefolkat, med 179 invånare per kvadratkilometer. Närmaste större samhälle är Anantapur, 16,3 km söder om Gārladinne. Trakten runt Gārladinne består till största delen av jordbruksmark.